# 中津川市立東小学校
中津川市立東小学校（なかつがわしりつ ひがししょうがっこう）とは、岐阜県中津川市にある公立小学校。

## 就学区域
- 中津地区の一部[1]
  - 10区
  - 11区
  - 12区
  - 新町区
  - 中央区
  - 14区
  - 16区
  - 17区
  - 鉄官区
  - 18区
  - 子野区
  - 東18区
  - 銭亀区
  - 松田区
  - 24区
  - 丸山雇用促進住宅区
  - 丸山団地区

## 沿革
- 1928年（昭和3年）4月 - 中津尋常小学校[注釈 1]から分離し、中津東尋常小学校が開校。
- 1941年（昭和16年）4月1日 - 中津東国民学校に改称する。
- 1947年（昭和22年）4月1日 - 中津町立東小学校に改称する。
- 1951年（昭和26年）4月1日 - 中津町と苗木町が合併し中津川町が発足。同時に中津川町立東小学校に改称する。
- 1952年（昭和27年）4月1日 - 中津川町が市制施行、中津川市となる。同時に中津川市立東小学校に改称する。
- 1973年（昭和48年） - 校舎（鉄筋コンクリート造）が完成。
- 1974年（昭和49年） - 校舎を増築。以降、1975年、1979年に増築する。